# Peerke Donderspark
Het Peerke Donderspark is een processiepark in de Nederlandse stad Tilburg. De naam wordt ook gebruikt voor het hele complex rond het gereconstrueerde geboortehuis van Peerke Donders, inclusief kapel, monument en paviljoen.

## Achtergrond
Petrus Norbertus Donders of Peerke Donders (1809-1887), was een Nederlandse missionaris. Hij werd geboren als zoon van een wever in de buurtschap Heikant, bij Tilburg. Nadat hij in 1841 tot priester was gewijd vertrok hij naar Suriname. Donders was kapelaan te Paramaribo en vanaf 1856 pastoor op de staatsleprozerie Batavia, een voormalige cacaoplantage. Na zijn toetreding tot de congregatie der redemptoristen maakte Donders vanaf 1867 missiereizen naar de binnenlanden van Suriname. In 1882 werd hij teruggeroepen naar Paramaribo en tewerkgesteld op de missiepost Mary's Hope te Coronie. In 1885 werd hij opnieuw gestationeerd op Batavia, waar hij in 1887 overleed. In 1900 werd zijn lichaam bijgezet in de Sint-Petrus-en-Pauluskerk te Paramaribo. In 1913 werd Donders eerbiedwaardig verklaard door paus Pius X, het begin van een proces tot heiligverklaring.
Processiepark
Vanaf 1900 kochten de redemptoristen de grond rond het voormalig geboortehuis van Donders. Pelgrims kwamen daarnaartoe om Donders te vereren en bezochten er een put, die miraculeus water zou bevatten. In 1923 werd op de plek waar het geboortehuis van Donders had gestaan een marmeren gedenksteen geplaatst. In dat jaar werd ook een kapel gebouwd, waarnaast het park werd aangelegd. In 1926 werden in het park kruiswegbeelden geplaatst die waren overgenomen van het groot-seminarie te Hoeven. In 1930-1931 werd het geboortehuis van Peerke Donders gereconstrueerd. In de nabijheid van de kapel en het geboortehuis werd in 1933 het Peerke Dondersmonument opgericht, gemaakt door de Roermondse beeldhouwer Karel Lücker. Drie jaar later kreeg het Tilburgse kunstatelier "St. Lucas" van P. Verbraak & Zonen uit Tilburg de opdracht voor een nieuwe kruisweg. Tussen 1936 en 1940 werden 11 staties geplaatst, de laatste drie na de Tweede Wereldoorlog.
In 1980 werd het park wegens voortdurende vernielingen omheind en afgesloten door twee smeedijzeren poorten, die afkomstig zijn van een Tilburgse lakenfabriek. Op het centrale gazon bevond zich vanaf 1982 een half-openluchtkapel. De kapel is inmiddels gesloopt en vervangen door het in 2009 geopende Peerke Donders Paviljoen, aangeduid als Museum voor Naastenliefde, tot 2014 onder beheer van Stadsmuseum Tilburg, later van Stichting Petrus Donders Tilburg.

## Beschrijving
Het park bestaat uit een beplanting van lindes en paardenkastanjes en diverse sierheesters, met een zandweg rondom een gazon waar aan de buitenrand de kruiswegstaties zijn geplaatst. De veertien staties bestaan uit beeldengroepen van kunststenen figuren op cementen plateaus. Ze zijn genummerd met Romeinse cijfers en voorzien van teksten. De twaalfde statie omvat een calvarieberg, met daarop een houten kruis met gietijzeren corpus. In de berg staat een altaar. 

## Afbeeldingen

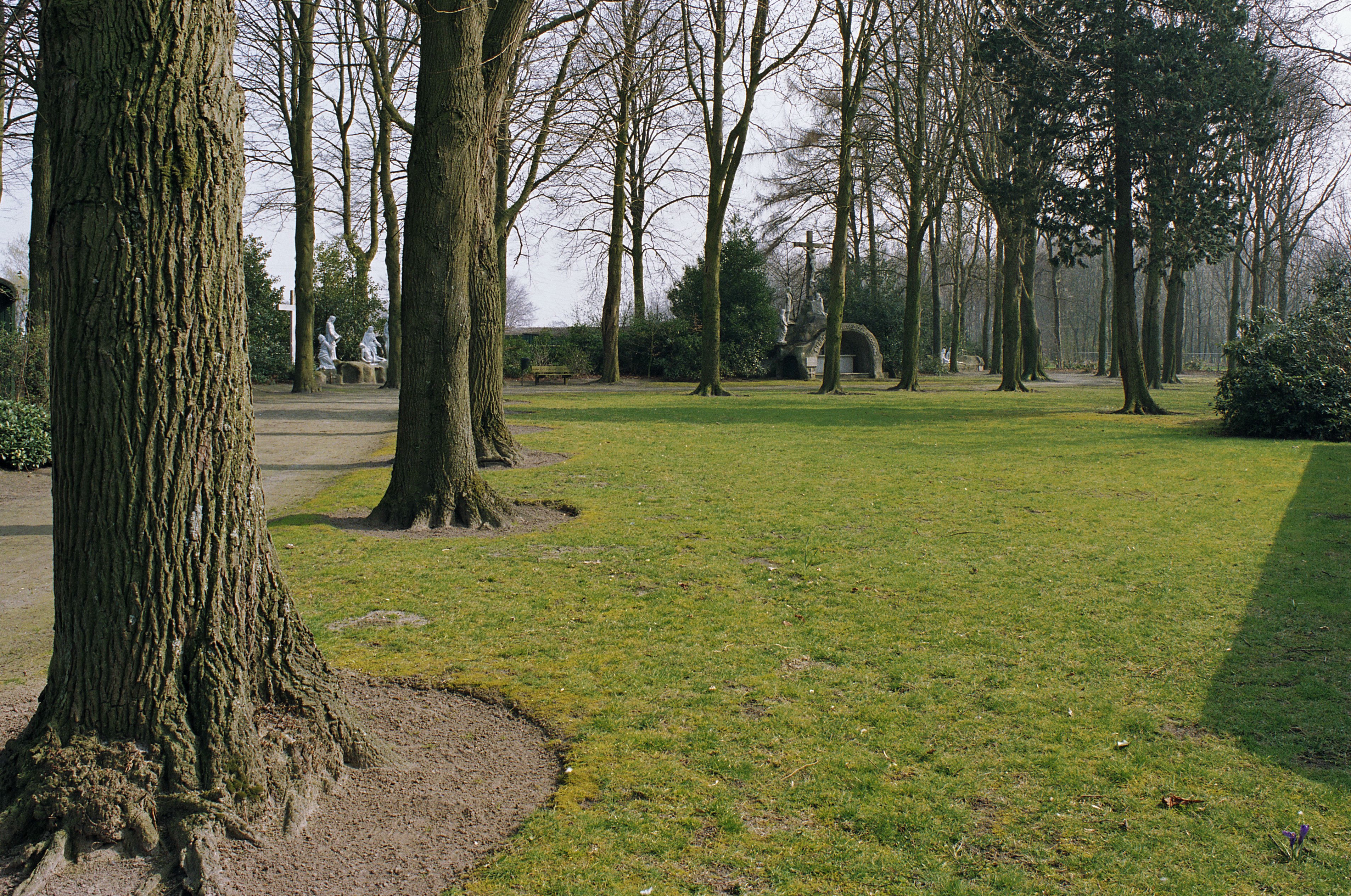
Overzichtsfoto
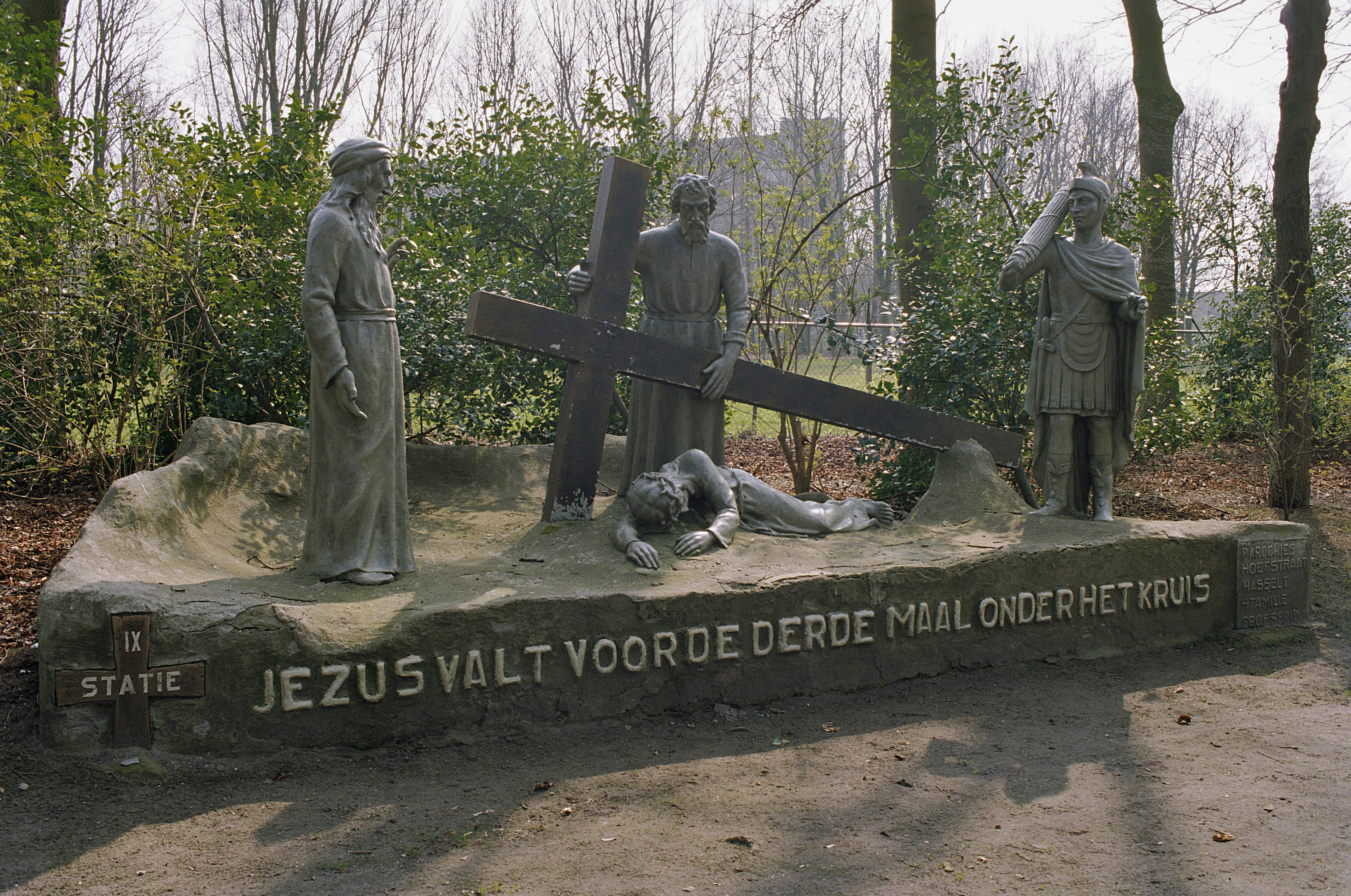
Statie IX
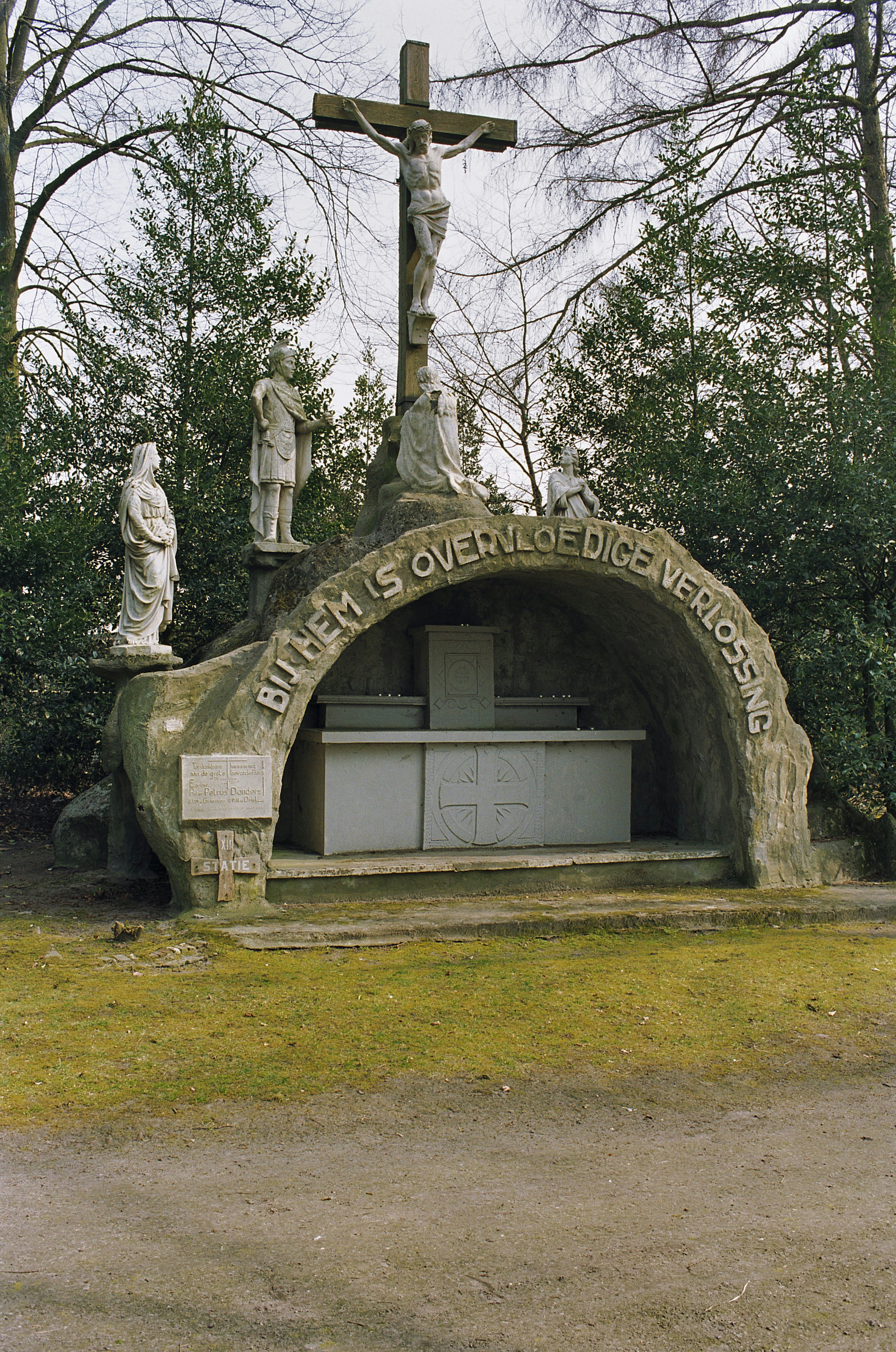
Statie XII
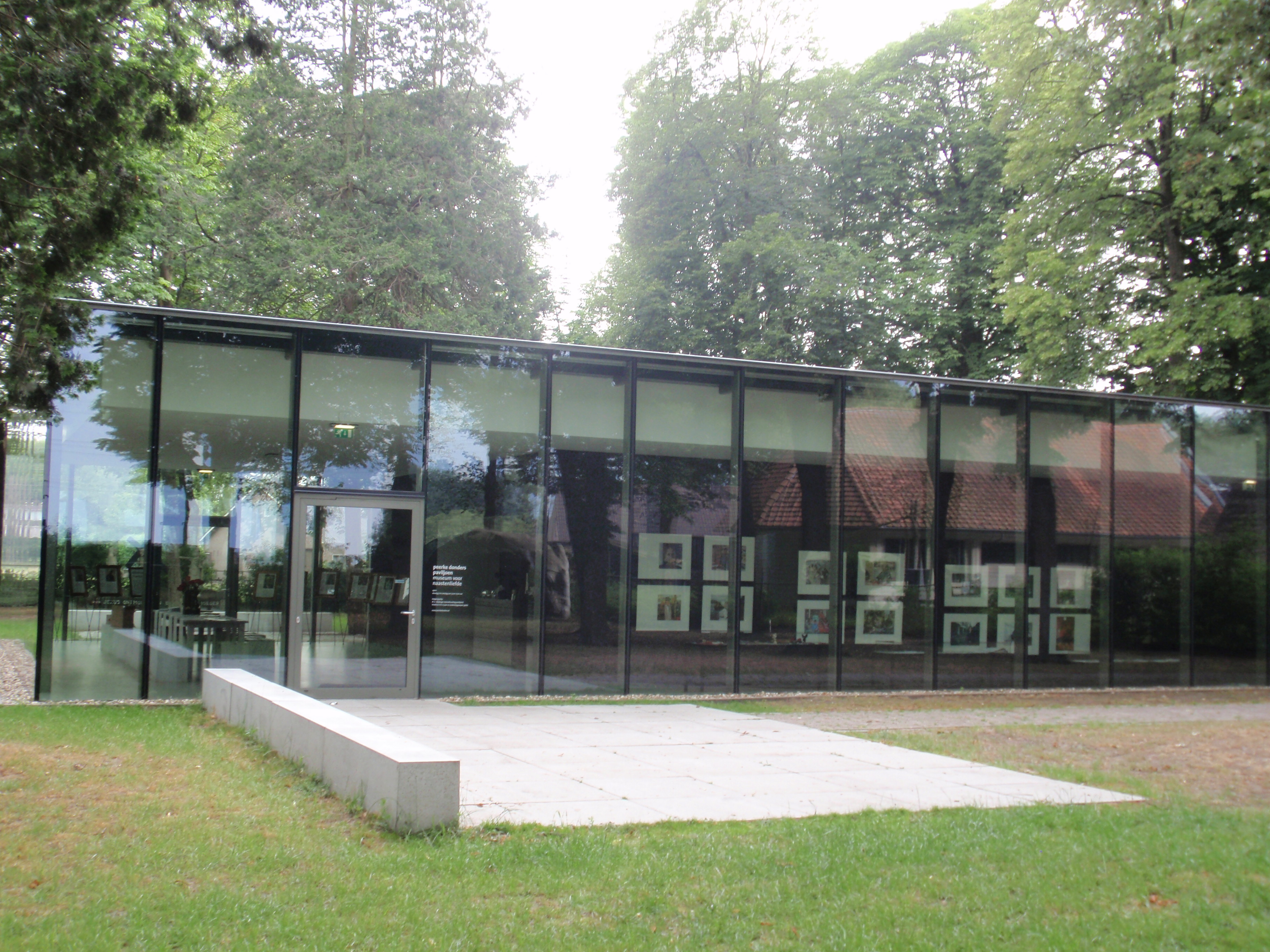
Het paviljoen

## Waardering
Het park werd in 2002 als rijksmonument in het Monumentenregister opgenomen, het heeft "cultuurhistorisch belang als bijzondere uitdrukking van de ontwikkeling van de katholieke devotie in het zuiden van Nederland en is tevens van belang als voorbeeld van de typologische ontwikkeling van de bedevaartplaatsen na 1900. Het is van kunsthistorisch belang als voorbeeld van de beeldhouwkunst van de Tilburgse ateliers. Het heeft ensemblewaarden wegens de bijzondere samenhang met kapel en monument. Het is gaaf bewaard gebleven en van belang wegens de architectuurhistorische, bouwtechnische, typologische en functionele zeldzaamheid van een dergelijk complex."